# 阿幾格偏五格格
阿幾格偏五格格（偏五格格、小費揚古格格），出身不詳，清朝順治帝之格格級庶妃。她生前的服緞疋數為九匹，對比之後的康熙朝內務府檔案，可知阿幾格偏五格格生前的位分等級相當於康熙二十一年服九匹緞之常侍女子（常在），低於服二十匹緞之貴格格（貴人）。

## 生平
她在漢文中被稱為阿幾格偏五格格。在滿文檔案中，則被寫為「ajige fiyanggū gege」。「ajige」（音：阿幾格，意為小）為前綴，因順治帝後宮中有兩位格格同名為偏五，所以通過增加前綴，加以區分。「fiyanggū」在《陵寢事宜易知》被譯作偏五，但是一般譯作費揚古，意為漂亮的、最小的，常常作為末生子（無論男或女）的名字。
目前並不清楚阿幾格偏五格格是在何時被順治帝收為後宮主位，僅知她的初始位份應即為格格級，因為順治朝的福晉級嬪御多為蒙古王公之女，而小福晉級嬪御多為八旗出身，並且曾經為順治帝生育子女。順治十八年十一月二十七日，「乾清宮服九匹緞之偏五格格」病重，孝莊文皇后下達旨意，如果事出的話，就按照服十五匹緞的等級辦理她的喪儀，十一月二十八日，偏五格格去世，後葬於孝東陵。

## 備註
1. ↑  服緞疋數是後宮主位、婦差和宮女等後宮人員每年從官方獲得的綢緞數量，不僅可視為她們的基本物質待遇，還可作為衡量尊卑的標桿。
2. ↑  「Fiyanggū」亦可譯作篇古/偏娥/費揚姑/斐揚姑/費揚娬/飛揚古/非煙姑等[4]。